# Občina Vipava
Občina Vipava (slovinsky Občina Vipava německy Gemeinde Wippach) je jednou z 212 slovinských občin. Nachází se v Gorickém regionu (slovinsky Goriška regija). Správním centrem je Vipava.

## Sídla
- Duplje
- Erzelj
- Goče
- Gradišče pri Vipavi
- Hrašče
- Lozice
- Lože
- Manče
- Nanos
- Orehovica
- Podbreg
- Podgrič
- Podnanos
- Podraga
- Poreče
- Sanabor
- Slap
- Vipava
- Vrhpolje
- Zemono